# Frances Work

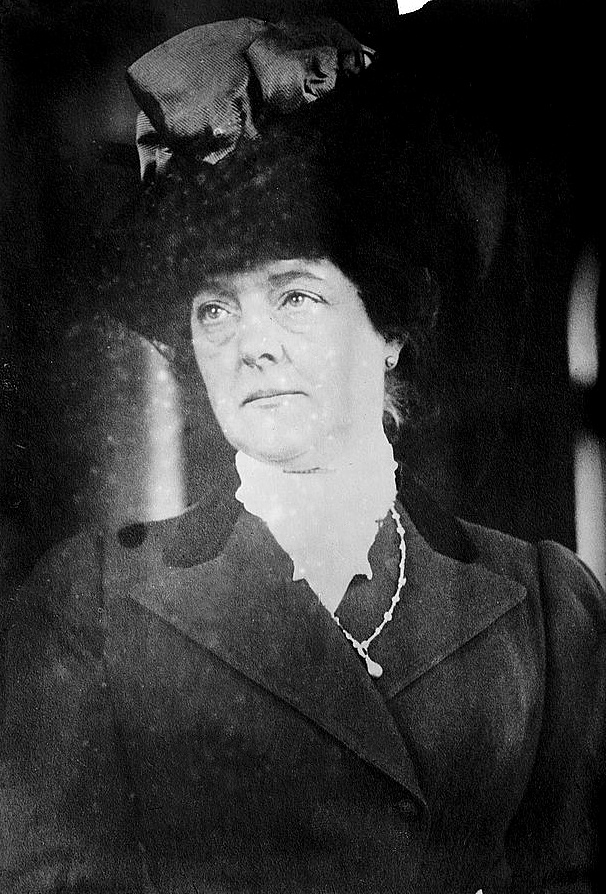
Frances Ellen Work.

Frances Ellen Work (27 de octubre de 1857-26 de enero de 1947) fue una heredera estadounidense. Fue bisabuela de Diana de Gales y tatarabuela de los príncipes Guillermo de Cambridge y Enrique de Gales, así como del actor Oliver Platt.
Nació en la ciudad de Nueva York, hija de Franklin H. Work, un conocido corredor de bolsa y amigo de Cornelius Vanderbilt, y su esposa, Ellen Wood. En 1880 se casó en la Iglesia Christ en Nueva York con el Hon. Jacobo Boothby Burke Roche, quien después se convertiría en Barón Fermoy.
Tuvieron cuatro hijos, dos de los cuales fueron gemelos:
- Eileen Burke (1882).
- Cynthia Burke (10 de abril de 1884 - 8 de diciembre de 1966)
- Edmundo Mauricio Burke (15 de mayo de 1885 - 8 de julio de 1955)
- Francis George Burke (15 de mayo de 1885 - 30 de octubre de 1958)

Frances se divorció de Roche en 1891, antes de que fuera convertido en barón. Su abogado en el proceso fue Thomas F. Bayard, quien fue Secretario de Estado de los Estados Unidos. El 4 de agosto de 1905 se casó con Aurel de Batonyi, un húngaro instructor de hípica que se había hecho pasar por conde al emigrar a los Estados Unidos. Frances se divorció de Batonyi dos años después luego de que su padre la amenazara con desheredarla si seguía viviendo con él.
Fue una figura prominente en los ambientes sociales de la ciudad de Nueva York y Newport, Rhode Island, y amiga de la primera esposa de Reginald Vanderbilt. Su hermana, Lucy Work, se casó con Peter Cooper Hewitt, hijo del alcalde de Nueva York Abram Stevens Hewitt.
Murió en Nueva York a los 89 años, el 26 de enero de 1947.